# Veritas (společnost)
Softwarová společnost Veritas byla založena roku 1989. Zabývala se zálohovacím software stejného jména. V roce 2005 byla pohlcena Symantecem a dnes pod ním vyvíjí software rodin Backup Exec (pro Microsoft Windows) a NetBackup (multiplatformní).